# De la marche
De la marche (titre original en anglais : Walking) est un essai de l'écrivain américain Henry David Thoreau publié pour la première fois en 1862 dans la revue The Atlantic Monthly. Le texte a été présenté lors d'une conférence en 1851 mais seulement publié 11 ans plus tard à titre posthume. Dans cette œuvre, Thoreau fait l'apologie de la marche dans le cadre d'une communion avec la nature. De la marche est devenu l'un des essais les plus importants du mouvement environnemental au même titre que Nature de Ralph Waldo Emerson et Man and Nature de George Perkins Marsh.